# Sarah Kane
Sarah Kane (Brentwood, 3 febbraio 1971 – Londra, 20 febbraio 1999) è stata una drammaturga britannica.
La sua produzione, concentrata nell'arco di quattro anni (1995-1999), è costituita da cinque drammi e un cortometraggio; si è bruscamente conclusa con la sua morte, avvenuta per suicidio, nel febbraio 1999, quando aveva 28 anni.
La sua drammaturgia, a livello estetico e formale, è stata oggetto di una progressiva trasformazione: dopo l'opera di esordio Blasted (1995), che si apre con una scena di impronta naturalista, accompagnata e seguita da immagini estreme di violenza e di sesso, contestate quasi unanimemente dalla critica britannica, seguono Phaedra’s Love e Cleansed, in cui la dimensione scenica e l'esibizione di crudeltà e tecniche scioccanti occupano ancora un posto notevole, ponendo tuttavia in modo più evidente che "ciò di cui Kane stava scrivendo era l'amore". La svolta "lirica" rappresentata da Crave, con la sua scrittura scarna e poetica, si evolve in senso radicale con l'ultima pièce-testamento, 4.48 Psychosis, basata unicamente sulla parola sganciata dalla dimensione visiva e corporea, che mette in discussione i confini stessi della creazione teatrale e ridefinisce il "rapporto fra testo e performance".
Del suo lavoro, a lungo identificato con la corrente dell'in-yer-face theatre, e successivamente interpretato come poesia o "anatomia della passione", gli studi hanno posto in evidenza i legami con il teatro classico, elisabettiano e giacomiano, per giungere ad annoverarla, specie per il suo 4.48 Psychosis, fra gli esponenti del teatro postdrammatico. I temi trattati da Kane nelle sue opere riguardano essenzialmente questioni esistenziali, come "il posto dell'uomo nell'universo e la relazione con Dio, l'amore come ossessione, l'appagamento sessuale sia estatico che distruttivo", la brutalità umana.

## Biografia
Sarah Kane nacque il 3 febbraio 1971 a Brentwood, nell'Essex, secondogenita di Peter Terence Kane e di Jeannine Potter, entrambi giornalisti. La madre abbandonò la professione dopo la nascita del primo figlio Simon.
Crebbe a Kelvedon Hatch, vicino a Brentwood, e frequentò la Shenfield School. I suoi genitori, di fede evangelica, le impartirono un'educazione religiosa. All'età di 17 anni, dopo essere stata una fervente cristiana, Sarah rifiutò la religione. Ai critici che in seguito l'avrebbero tacciata dell'uso di un'eccessiva crudeltà nei suoi drammi avrebbe risposto: "La lettura che ho fatto nei miei anni formativi è stata l'incredibile violenza della Bibbia. Era pieno di stupri, mutilazioni, guerre e pestilenze".
Dimostrò interesse per il teatro fin dall'adolescenza; recitò con il gruppo teatrale giovanile di Basildon e diresse alcune produzione scolastiche, tra cui L'orso di Cechov e Oh, What a Lovely War di Joan Littlewood. Mentre studiava all'Università di Bristol, dove nel 1992 si laureò con lode in recitazione, interpretò Bradshaw in Victory di Howard Barker. Diresse opere di Shakespeare, Caryl Churchill, Samuel Beckett e Franca Rame.

### Carriera teatrale

#### I primi monologhi

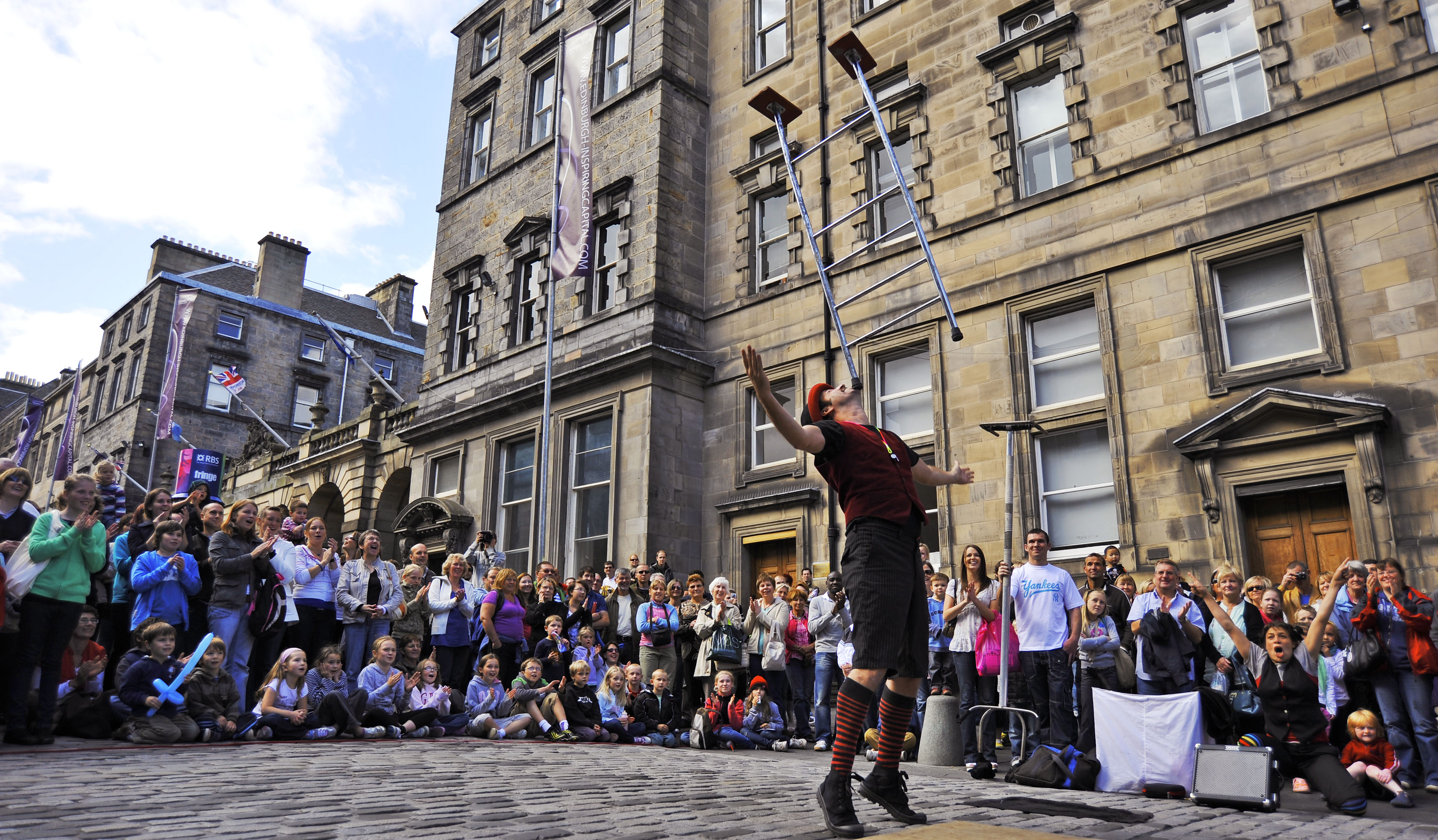
Edinburgh Festival Fringe, 2010

Kane iniziò a scrivere durante gli studi a Bristol (1989-92), producendo tre monologhi di venti minuti ciascuno (Comic Monologue, What She Said e Starved), ancora inediti per volere degli eredi dell’autrice che ne hanno vietato anche la rappresentazione, raccolti in seguito sotto il titolo di Sick e messi in scena nel 1991-1992 all'Edinburgh Festival Fringe e nell'agosto 1993 in una serata chiamata Sick al New End Theatre di Hampstead.
Avevano tutti per protagonista una donna ed erano scritti in prima persona, spesso recitati in scena dalla stessa Kane. Comic Monologue trattava di una violenza sessuale compiuta da un uomo sulla sua ragazza; What She Said, dal titolo di una canzone degli Smiths, aveva per protagonista una bisessuale, divisa fra i suoi due amanti, Deb e Howard. L'ultimo della trilogia, Starved, era incentrato sul comportamento ossessivo di un bulimico.
Fu al Festival del 1992 che Kane vide per la prima volta Mad di Jeremy Weller, un'opera realizzata all'interno di un progetto sulla malattia mentale, nel quale nove donne, contattate attraverso un annuncio sul giornale, raccontavano le loro esperienze, affiancate da due attori professionisti. Questo approccio teatrale colpì Kane profondamente: "Mad mi ha portato all'inferno [...] E la notte in cui l'ho visto ho preso una decisione sul tipo di teatro che volevo realizzare: esperienziale."
Nel 1992 si iscrisse ad un corso di specializzazione in scrittura teatrale all'Università di Birmingham, tenuto dal drammaturgo David Edgar. Ne restò ben presto delusa, perché, oltre ad odiare la città in cui per un anno dovette stabilirsi, si sentiva un'estranea: quello frequentato "era un corso accademico e non volevo diventare un'accademica".

#### Blasted(1995)

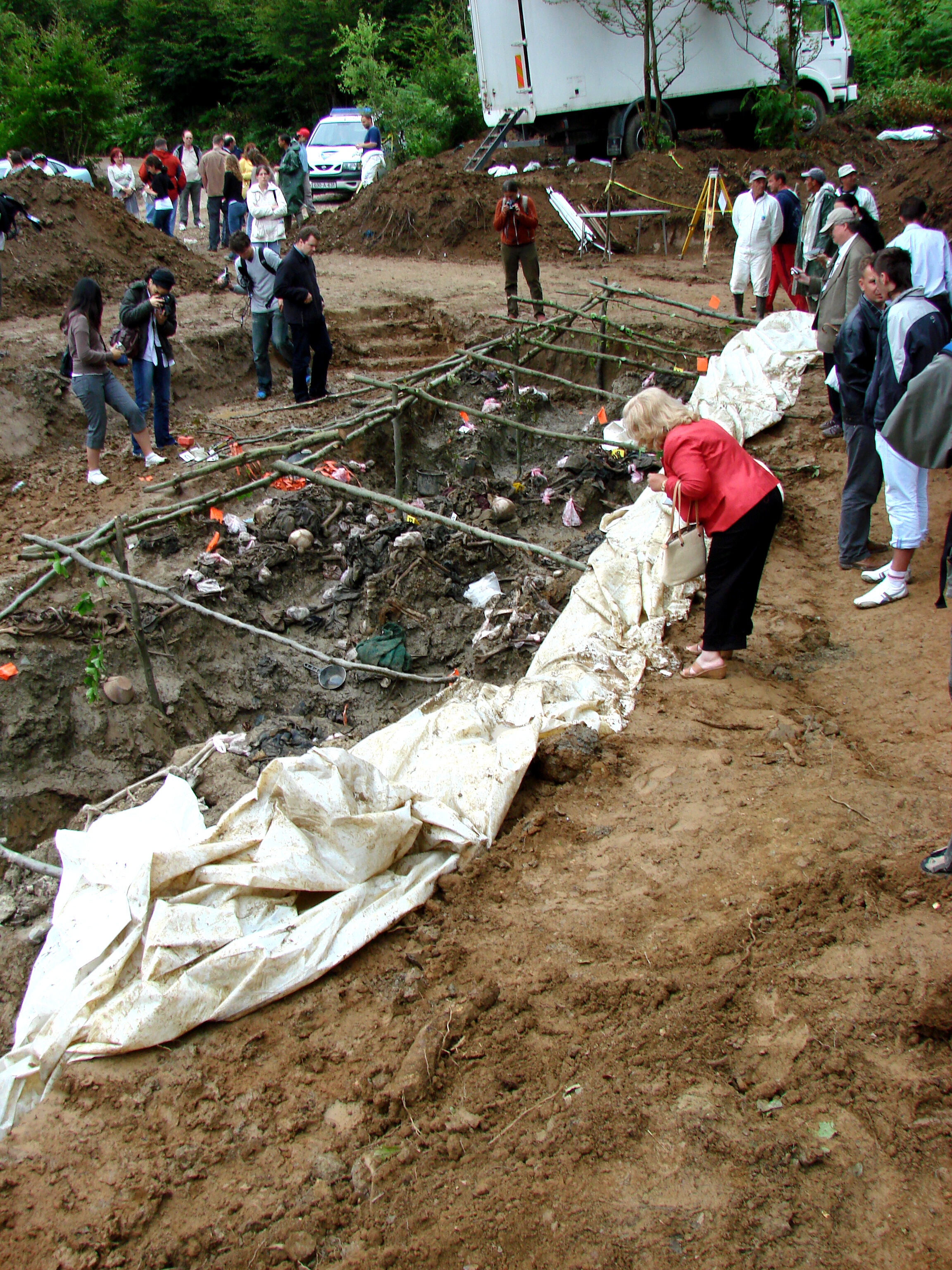
Massacro di Srebrenica

Nel luglio del 1993, mentre studiava a Birmingham, Kane scrisse e mise in scena la bozza della prima metà di Blasted, diretta da Pete Wynne-Wilson, e venne notata da Mel Kenyon, dell'agenzia Casarotto-Ramsey, divenuta successivamente la sua agente. Nel gennaio 1994, l'opera venne presentata alla Royal Court, e debuttò in forma completa nel gennaio 1995, per la regia di James Macdonald.
Il dramma inizia con una coppia che si incontra nella stanza di un albergo di lusso a Leeds. Ian è un giornalista quarantacinquenne, malato di cancro terminale ai polmoni, che tenta di persuadere Cate, una ventunenne con deficit intellettivo, con cui ha avuto una relazione quando era ancora un'adolescente, a fare sesso con lui. Per convincerla la sottopone a pressioni fisiche e manipolazioni psicologiche di vario genere, finendo, durante la notte, per violentarla, un atto che Kane sceglie di non rappresentare. Al mattino, mentre Cate è in bagno, un soldato armato irrompe nella stanza e subito dopo una bomba esplode e distrugge parte della camera. In un crescendo di efferatezze, rievocando i crimini visti e commessi in guerra, il soldato rende a sua volta Ian la sua vittima, sodomizzandolo, cavandogli gli occhi, e poi suicidandosi. Cate fa ritorno nell'hotel una prima volta con una bambina, di cui, una volta morta e seppellita sotto le assi del pavimento, Ian, solo, accecato e in preda alla fame, si ciba. Al suo successivo ritorno, trovato il cibo di cui aveva bisogno, Cate condivide le provviste trovate con lui, che finalmente la ringrazia.
L'opera, che traccia parallelismi fra la violenza domestica consumata in un albergo in Gran Bretagna e la guerra in Bosnia, presentando scene di stupri, sodomia, cannibalismo e brutalità, creò il più grande scandalo teatrale a Londra dai tempi della scena della lapidazione del bambino nello spettacolo Saved di Edward Bond, un autore che Kane ammirava profondamente.
Il giorno dopo il debutto, commentato come uno dei più controversi di tutti i tempi, la ventitreenne drammaturga di cui pochi avevano sentito parlare era sulla prima pagina di molti quotidiani, "sparata dal nulla alla notorietà". Tra i pochi giudizi positivi ricevuti, vi furono quelli di Edward Bond e di Harold Pinter.

#### Skin(1995)
Sei mesi dopo il suo contestato debutto, Kane portò a termine la sceneggiatura di un cortometraggio di circa undici minuti, Skin, che descriveva una relazione violenta tra una donna di colore e uno skinhead razzista. Diretto da Vincent O'Connell, un caro amico di Kane, venne interpretato da Ewen Bremner, noto per il suo ruolo di Spud nel film Trainspotting (1996) di Danny Boyle; proiettato per la prima volta al London Film Festival nell'ottobre 1995, fu trasmesso due anni dopo da Channel 4, nel giugno 1997, provocando polemiche a causa del suo contenuto violento.

#### Phaedra's Love(1996)

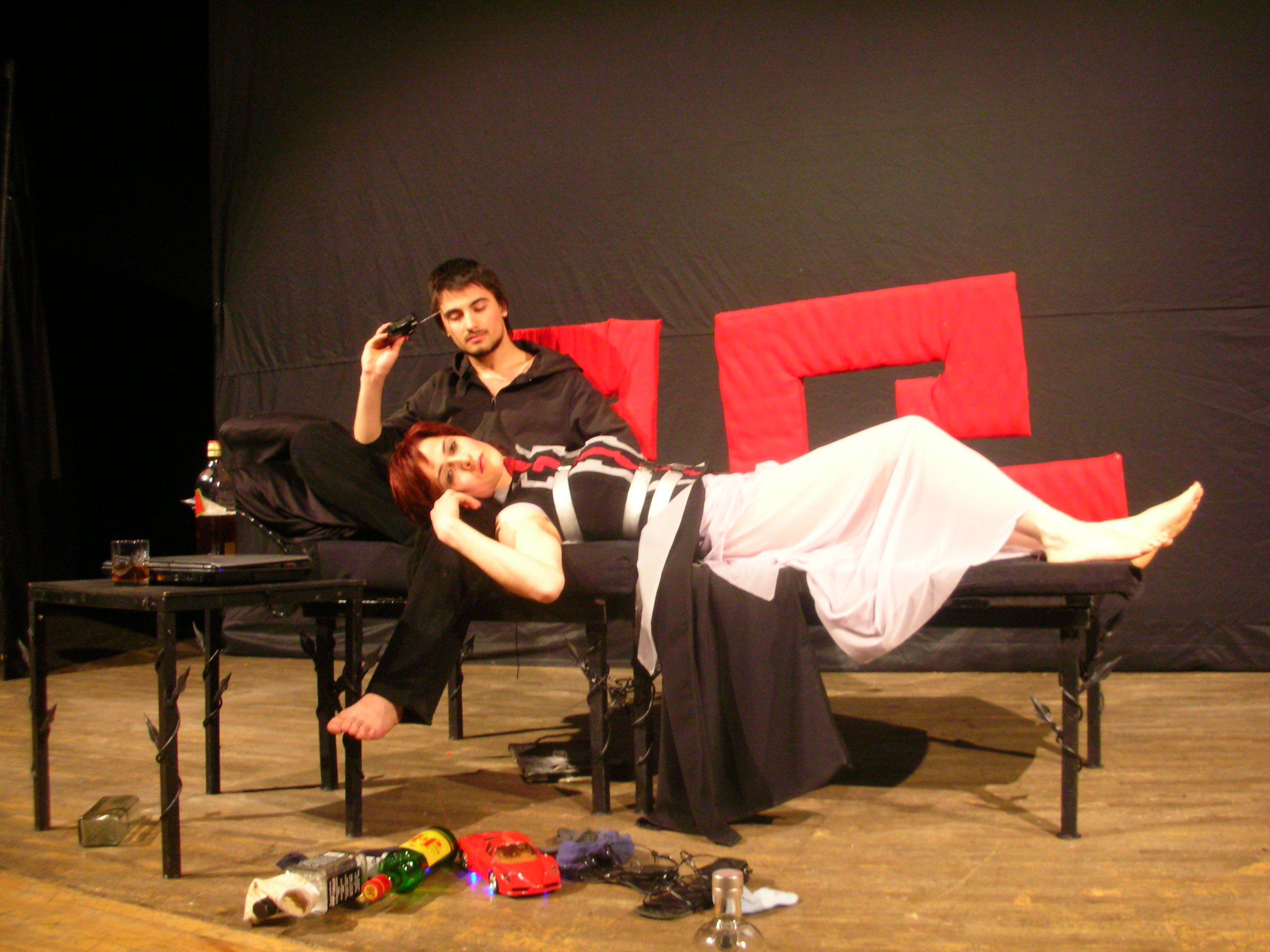
Scena di una rappresentazione di L'amore di Fedra di Sarah Kane

Nel maggio 1996 Kane, su incarico del Gate Theatre di Londra che le suggerì di ispirarsi ad un dramma classico, produsse il suo secondo lavoro, Phaedra's Love (L'amore di Fedra), dall'opera teatrale Fedra di Seneca, ma con un'ambientazione calata nel presente.
Kane motivò questa sua scelta con due ragioni: l'opera trattava di "una famiglia reale sessualmente corrotta", rendendola, a suo avviso, molto contemporanea; il personaggio di Ippolito, pur fisicamente bello e casto, le sembrò un personaggio poco attraente, "un puritano, un odiatore dell'umanità", che pensò di ridefinire in questo modo: "il mio Ippolito persegue l'onestà, sia fisicamente che moralmente, anche quando ciò significa che deve distruggere se stesso e tutti gli altri. La purezza del suo odio per se stesso lo rende molto più attraente come personaggio rispetto all'originale verginale".
In questa rielaborazione del mito della passione di Fedra per il figliastro Ippolito, è quest'ultimo, piuttosto che Fedra, ad assumere il ruolo centrale; inoltre, mentre in Seneca la crudele uccisione di Ippolito viene narrata da un messaggero, in Kane diventa parte integrante della scena, il supplizio mostrato dettagliatamente al pubblico.
Ippolito è rappresentato da Kane come un obeso annoiato, un nichilista privo di valori che vive autorecluso in una stanza, guardando la televisione, giocando con le macchinine telecomandate, nutrendosi di patatine fritte e hamburger e consumando rapporti sessuali con uomini e donne, senza mai esprimere emozioni, attendendo che succeda qualcosa. Fedra, che ne fa oggetto del suo amore ossessivo, nonostante il suo medico, la figlia Strofe e lo stesso Ippolito cerchino di convincerla a rivolgere altrove i suoi sentimenti, si suiciderà dopo aver provato, inutilmente, a conquistarlo, ed essere rimasta ferita dalla sua insensibilità e crudeltà emotiva. Il biglietto da lei lasciato, in cui accusa ingiustamente Ippolito di averla violentata, rappresenterà per lui l'occasione che cercava da tempo per dare un senso alla sua vita, senza più aspettare di "riempire il tempo". Anziché discolparsi, accetterà la sua fine, messa a segno da una folla inferocita che lo lincerà e gli strapperà i genitali, mentre il padre lo finirà sventrandolo con un coltello e gli avvoltoi divoreranno il suo corpo.
Come in Blasted, anche in questo caso la critica accolse negativamente l'opera, ritenendo eccessivo e ingiustificato l'uso della violenza. Nell'Introduzione al volume Complete Plays di Sarah Kane, David Greig osserva come questa sia la prima commedia di Kane che tratta esplicitamente quello che sarebbe diventato il suo tema principale, l'amore.
Su invito del suo amico e collega drammaturgo Mark Ravenhill, conosciuto dopo lo scandalo che accompagnò Blasted, nell'agosto del 1996 Kane divenne scrittrice residente presso Paines Plough, una compagnia sperimentale, dove conobbe e lavorò con diversi scrittori emergenti.
Nell'ottobre 1997 tornò al Gate Theatre per dirigere Woyzeck di George Büchner, da lei ritenuta "una delle più grandi opere teatrali mai scritte".

#### Cleansed(1998)
Nel 1998 presentò al Royal Court Theatre Downstairs di Londra la sua terza opera, Cleansed, diretta da James Macdonald. Il ruolo di Grace, a causa di un infortunio di Suzan Sylvester che doveva interpretarlo, venne assunto dalla stessa Kane. Kane affermò di aver trovato ispirazione dalla lettura dell'opera di Roland Barthes Frammenti di un discorso amoroso, nel passaggio in cui l'autore affermava che la situazione di un amante rifiutato era simile a quella di un prigioniero a Dachau: la perdita di un amore poteva recare la perdita di sé.
In un'intervista Kane precisò: "Quando ami ossessivamente, perdi te stesso. E quando poi perdi l'oggetto del tuo amore, non hai risorse normali su cui ripiegare. Può distruggerti completamente. I campi di concentramento riguardano la disumanizzazione delle persone prima che vengano uccise. Volevo sollevare alcune domande su queste due situazioni estreme e apparentemente diverse."
Mentre Blasted rappresentava una risposta alle atrocità della guerra nell'ex Jugoslavia, Cleansed si riferiva a un disordine e a un dolore interiore, privato, cui la stessa dedica faceva in qualche modo allusione: "Ai pazienti e al personale di ES3", un reparto di ricovero per pazienti psichiatrici acuti presso il Maudsley Hospital di Londra.
Cleansed, secondo le indicazioni contenute nella scenografia, si svolge tra le mura di cinta di un campus universitario; l'ambientazione scenica, tuttavia, fa pensare ad una istituzione totalitaria, una prigione, un manicomio o un campo di concentramento, simile a quella analizzata in Sorvegliare e punire di Michel Foucault. In questo spazio di coercizione, i reclusi vengono controllati e sottoposti ad ogni tipo di angherie da parte del sadico Tinker - stesso cognome del giornalista che sul Daily Mail stroncò Blasted - il quale, come Ian, "rivela la sessualità maschile principalmente come masturbatoria e voyeuristica".
In un susseguirsi di sesso e violenza, Kane esplora il tema dell'amore intrecciando diverse trame: la ricerca da parte di Grace del fratello Graham, morto di overdose nella scena di apertura dell'opera, a seguito di una massiccia dose di eroina somministratagli da Tinker; la relazione amorosa di una coppia di omosessuali, Carl e Rod, di cui Tinker mette in continuazione a prova l'intensità del reciproco sentimento, sottoponendo Rod ad una progressiva mutilazione corporea; l'amore di Robin, un ragazzo analfabeta, per Grace, da cui viene ignorato, facendogli scegliere il suicidio; la relazione di Tinker con la ballerina erotica di un peep show.
Rispetto a Blasted, in quest'opera scompare ogni traccia di naturalismo; la struttura di Cleansed è completamente antirealista, le scene condensano momenti di intensità emotiva, i dialoghi restano aperti a molteplici interpretazioni, abbondano le metafore, sia a livello linguistico che scenico. Lo stile, l'ambientazione e alcuni contenuti dell'opera ricordano il Woyzeck di Büchner, diretto da Kane un anno prima, nel quale un soldato si sottopone a spietati esperimenti medici, il romanzo distopico di Orwell, 1984 e La serra (The Hothouse) di Pinter.

#### Crave(1998)
Crave, messa in scena il 13 agosto 1998 al Traverse Theatre di Edimburgo come parte del festival annuale, rappresentò una svolta nella produzione di Kane, il passaggio a una comunicazione scenica "interamente affidata alla parola svincolata dalla dimensione mimetica" e privata di ogni ambientazione, forma di azione e di interazione fra i personaggi.
Da parte della critica si registrò un cambiamento di giudizio, finalmente positivo, forse anche condizionato dalla scelta di Kane di comparire sotto lo pseudonimo di Marie Kelvedon, per non essere giudicata pregiudizialmente come l'autrice dello scandaloso Blasted.

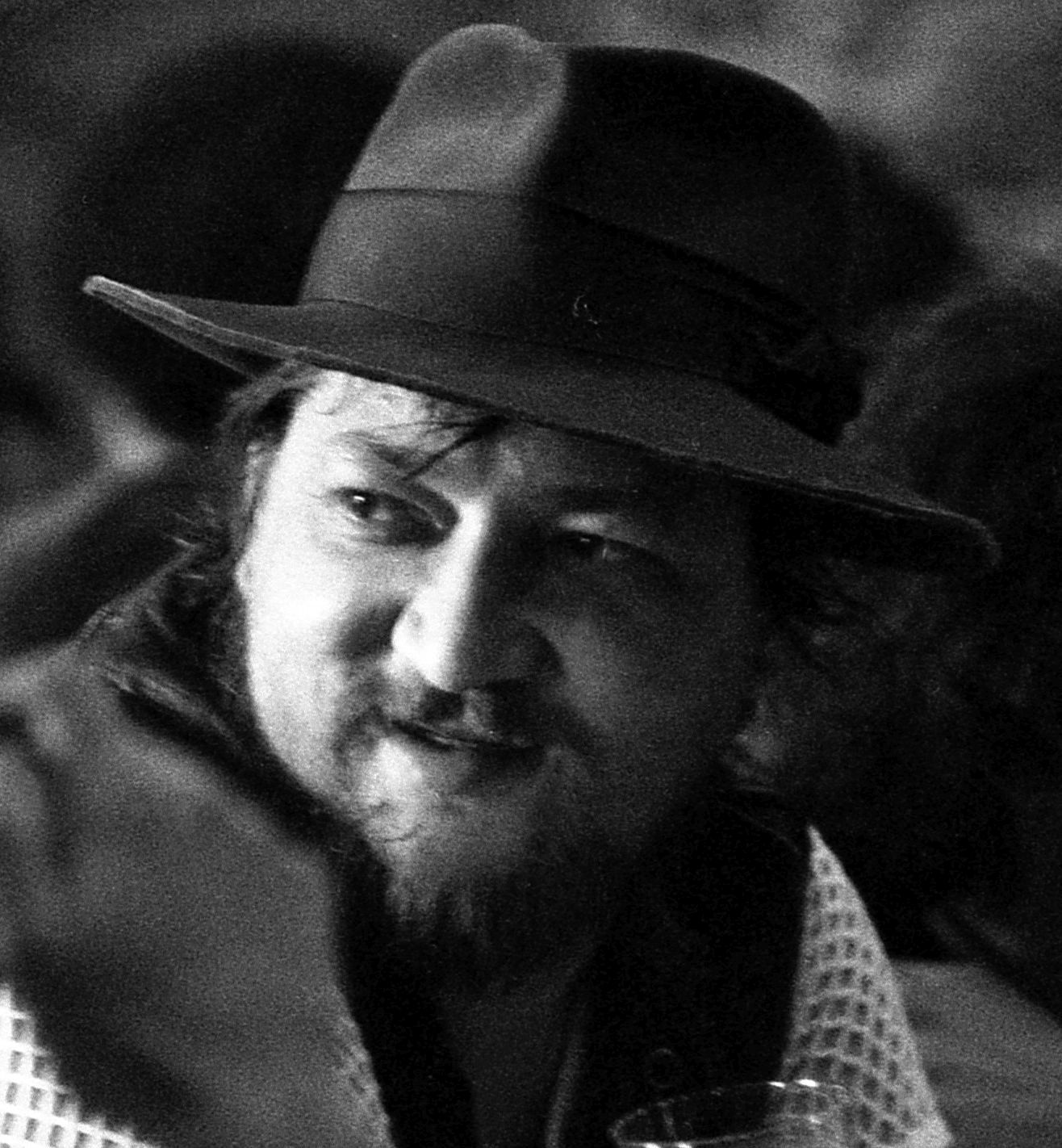
Rainer Werner Fassbinder, 1980

Crave è ispirata all'opera teatrale Preparadise Sorry Now (1969) di Rainer Werner Fassbinder, che esplora la brutalità umana combinando scene sui "fondamenti fascistoidi rintracciabili nella quotidianeità", presenti in ogni società, con frammenti di preghiera, canti gregoriani, immagini e conversazioni immaginarie tra i due serial killer britannici, Ian Brady e Myra Hindley, di simpatie fasciste, arrestati nel 1966 perché accusati di aver stuprato e ucciso cinque ragazzi tra i 10 e i 17 anni.
Come in Fassbinder, l'opera si concentra su personaggi nominati solo attraverso una lettera, A, B, C e M, che parlano a turno, in narrazioni parallele. In seguito si scoprirà che sono le iniziali dei loro ruoli: A (aggressor) è l'aggressore/pedofilo, che perseguita C (child), una giovane donna; M (mother) è un'aspirante madre, una donna anziana che ha una relazione con il giovane B (boy). Le battute sono tratte dai primi monologhi di Kane, da citazioni dalla Bibbia, di Shakespeare e T.S. Eliot.
Ci sono momenti di dialoghi, nei quali le quattro voci senza nome, A e C, M e B, sembrano parlare fra loro, e altri in cui i personaggi sembrano rivolgersi direttamente al pubblico, discutendo di amore, desiderio, abuso e morte. In realtà, non esistendo indicazioni di scena, non è possibile sapere con certezza a chi si rivolge ogni parlante. Questa indeterminatezza ha consentito ai diversi registi di Crave di operare scelte personali: la produzione originale diretta da Vicky Featherstone, con quattro attori che dialogavano a turno, disposti su sedie girevoli rivolte al pubblico, in modalità confessionale, ricordava lo studio di uno psichiatra (con questo ruolo rappresentato dal pubblico), o di un talk show; produzioni successive hanno incorporato un'ampia gamma di movimento e di danza.
Nonostante l'assenza di scene violente sul palco, apprezzata dalla critica e a volte interpretata come segno di una visione più positiva dell'autrice, i personaggi esprimono una pulsione di morte e il dramma si connota per la sua staticità che riflette lo stato dei quattro personaggi, incapaci di andare avanti.

### Depressione e suicidio
Kane soffriva di una grave forma di depressione, che peggiorò nei suoi due ultimi anni di vita. Per due volte si fece ricoverare volontariamente al Maudsley Hospital di Londra; una di queste fu dopo la scrittura di Crave, che era durata circa un anno e mezzo. Assumeva antidepressivi con riluttanza. La sua agente, Mel Kenyon, disse che li odiava perché "intorpidivano la sua risposta al mondo", compromettendo la sua reattività come artista.
Nelle prime ore del 17 febbraio 1999, dopo il successo di Crave e la consegna del manoscritto del suo ultimo lavoro, Kane tentò il suicidio nel suo appartamento di Brixton con un'overdose di sonniferi. Salvata dal suo coinquilino, venne ricoverata al King's College Hospital. Qualche giorno dopo si impiccò nei bagni del reparto con i lacci delle sue scarpe. Era il 20 febbraio 1999. Aveva 28 anni.

#### 4.48 Psychosis

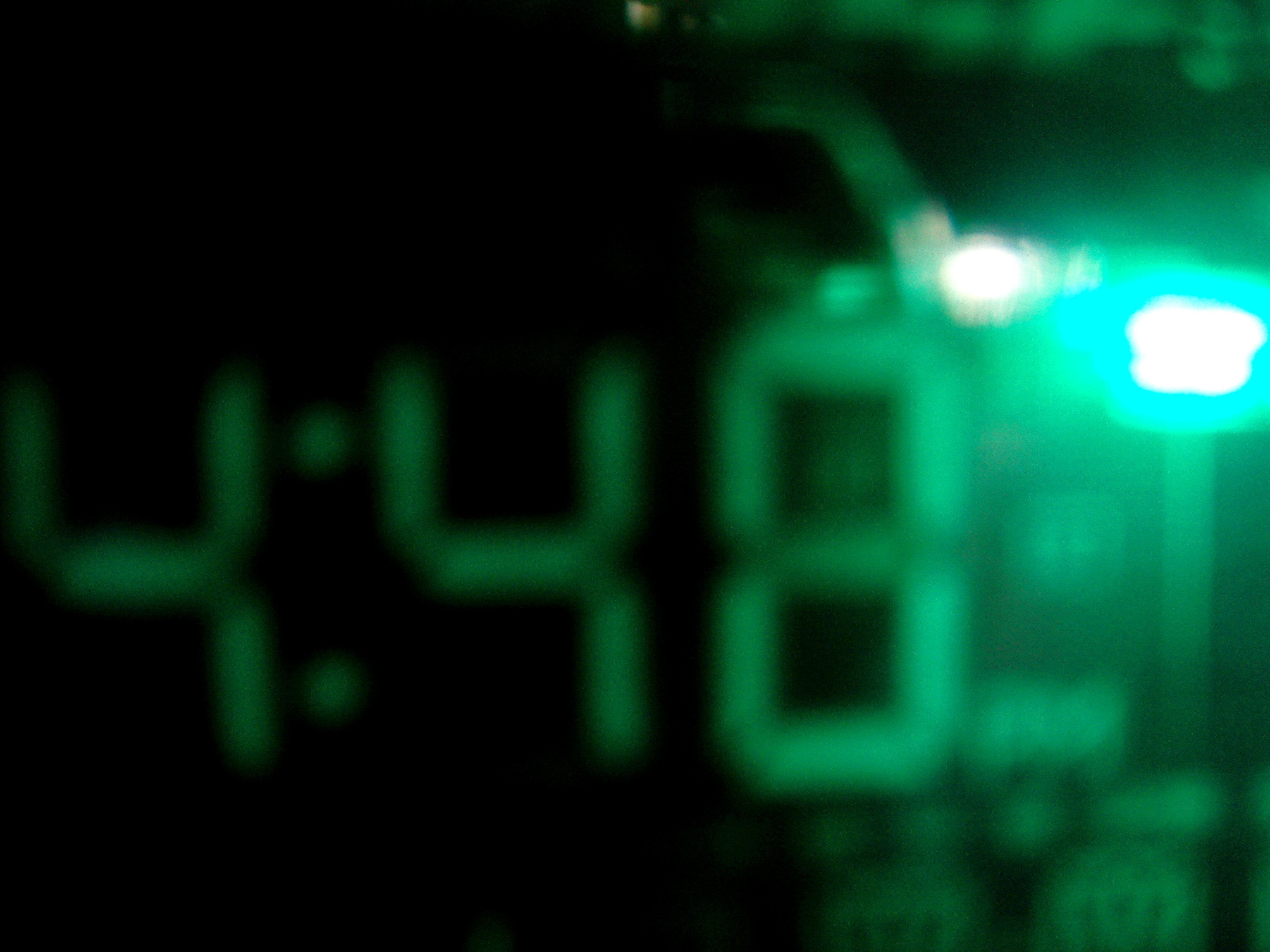
Illustrazione del titolo della pièce 4.48 Psychosis di Sarah Kane

Nell'autunno/inverno 1998/99, Kane scrisse la sua ultima opera, 4.48 Psychosis, il cui titolo si riferisce all'ora del mattino in cui, secondo le statistiche, avviene il numero maggiore di suicidi. Il manoscritto venne consegnato all'editore nel febbraio 1999, pochi giorni prima del suo suicidio. Nel giugno 2000, a quattordici mesi dalla sua morte, venne messo in scena postumo al Royal Court Theatre, con la regia di James Macdonald, che aveva già diretto altre sue opere.
Ispirato a fonti eterogenee e ricco di citazioni accuratamente criptate, letterarie (come ad esempio il Werther, Waste Land, scritti di Antonin Artaud), mediche (The Suicidal Mind di Edwin Shneidman) filmiche o musicali (La ballata di Stroszek, le cui scene finali si racconta siano state ripetutamente viste da Ian Curtis, idolo di Kane, prima di suicidarsi),Psychosis rappresenta un'estensione dello stile poetico introdotto in Crave, spinto agli estremi in termini di frammentazione, rottura di prospettive e minimalismo sperimentale: il pubblico, i lettori e gli stessi attori e registi sono chiamati a interpretarne il significato. La stessa Kane avrebbe individuato come fondamento di quest'opera l’abbattimento delle categorie e delle barriere: "tra sé e l'altro, realtà e finzione, sala e scena", sani/malati, maschile/femminile, agevolata in questo, a livello linguistico, dalla morfologia dell'inglese, una lingua "scarsamente flessiva": nella traduzione italiana, l'esperienza clinica della crisi psicotica, dell'abbandono e del tradimento viene attribuita ad un soggetto femminile, identificato con l'"io" dell'autrice suicida, mentre il medico/i medici o terapeuti, sono tradotti con il genere maschile (nell'originale, in questo caso, solo nel quinto frammento viene usato il pronome maschile).
4.48 Psychosis non ha ambientazione né indicazioni di scena, è privo di una struttura narrativa, il numero dei parlanti e l'attribuzione delle battute non sono precisati. Gli unici riconoscibili sono un soggetto che, senza continuità, espone e rappresenta l'esperienza della psicosi e dei suoi trattamenti e uno o più medici verso i quali tale soggetto manifesta un rapporto conflittuale; in presenza di dialogo, un trattino indica il cambio di oratore.
Il testo dell'opera, da molti interpretato come la prefigurazione del suicidio di Kane, o un testo-testamento, si presenta come un "montaggio teatrale" in cui si susseguono ventiquattro sezioni, separate tra loro da una linea centrale tratteggiata, composte di monologhi, frasi spezzettate, versi poetici, circa cinquanta "silenzi", "lunghi silenzi" o "lunghissimi silenzi". La stessa impaginazione della sceneggiatura ha una struttura frammentata, spazia da dialoghi ad elenchi di verbi, colonne, sequenze numeriche, parole sparse sulla pagina.
Oltre alla depressione, accompagnata da relative informazioni su nomi di farmaci, efficacia ed effetti, e i pensieri di suicidio, l'opera tratta temi come l'isolamento, la dipendenza, le relazioni, l'amore. Data l'indeterminatezza delle indicazioni contenute nella sceneggiatura, i registi che hanno messo in scena Psychosis hanno optato per diverse soluzioni. In quella di debutto, Macdonald, basandosi su una frase contenuta nell'opera, ha diviso il testo tra tre attori (una donna e due uomini), definiti "Vittima. Autore. Astante".

## Influenze
Il teatro di Kane si nutre di una variegata serie di fonti teatrali e letterarie: da Shakespeare, Samuel Beckett, Howard Brenton, Edward Bond, Howard Barker, Caryl Churchill, Georg Büchner (di cui nel 1997 diresse Woyzeck), alla Bibbia, a poesie, romanzi e testi di musica pop. Kane prese in prestito battute dai "Joy Division, i Pixies, Ben Harper, Radiohead, Polly Harvey, i Tindersticks, persino Elvis Presley"; in Cleansed, ad esempio, usò frammenti di due canzoni: You are my Sunshine e The Things we Said Today dei Beatles.

## Critica
(Sarah Kane, Rage and reason, 1998, pp. 132-133)

### Sarah Kane e l'in-yer-face theatre
I primi significativi ed approfonditi studi sul teatro di Sarah Kane sono stati pubblicati qualche anno dopo la sua morte da due critici e studiosi britannici, Aleks Sierz (2001) e Graham Saunders (2002). Il primo ha contestualizzato il lavoro di Kane all'interno della nuova drammaturgia negli anni '90, da lui denominata In-yer-face theatre, caratterizzata dalla divulgazione di un'estetica violenta e sessualmente esplicita, sottolineando il legame fra l'autrice di Blasted con il gruppo di giovani scrittori come Mark Ravenhill, Anthony Neilson, Martin McDonagh, Joe Penhall, Jez Butterworth, soprannominati anche dalla critica e dalla stampa britannica "New British Nihilists" o "New Brutalists".

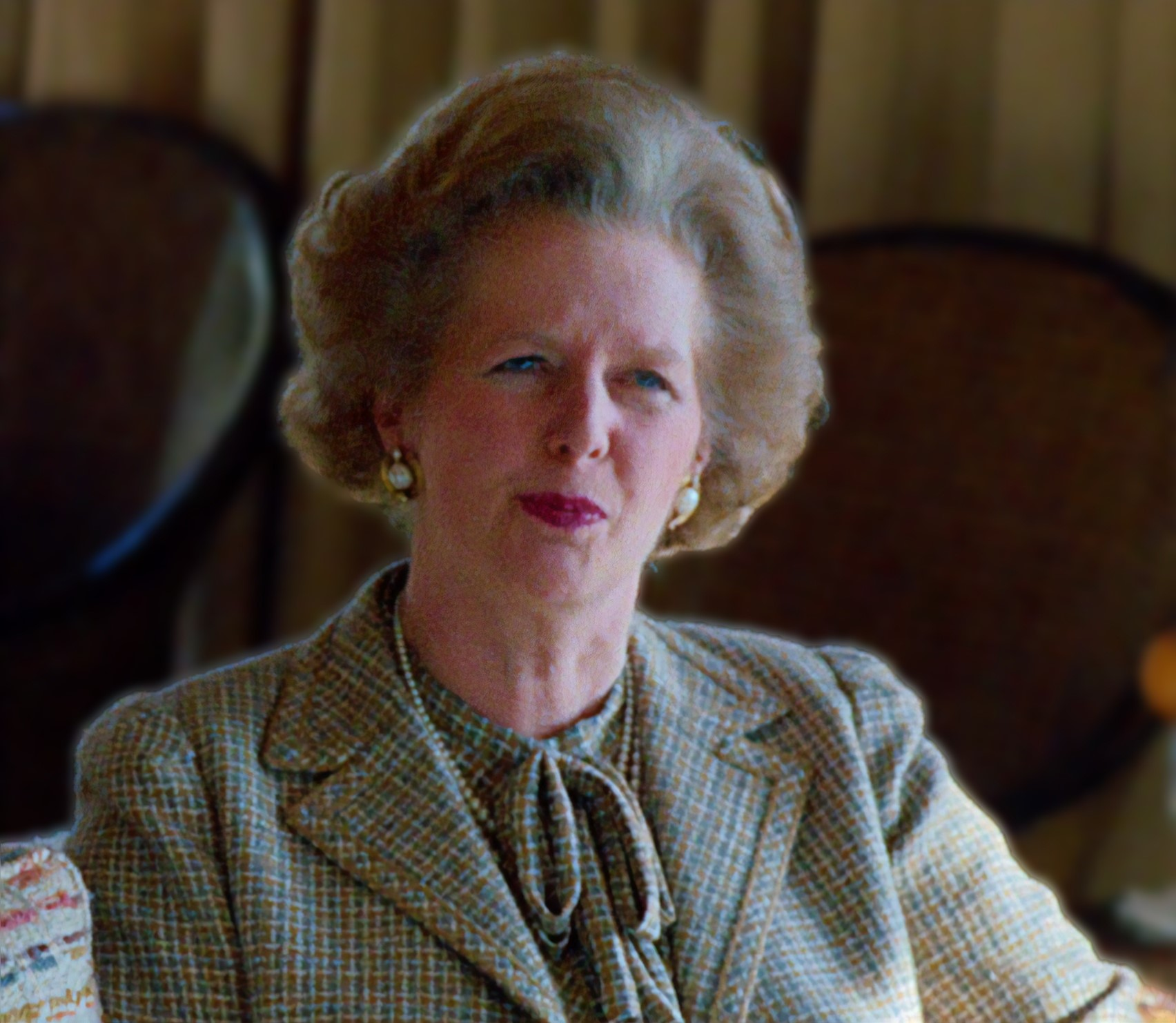
Margaret Thatcher, 1984

Questa vicinanza è stata sostenuta anche da Ken Urban, per il quale questi giovani, "figli della Thatcher", animati dalla rabbia nei confronti dello smantellamento dello stato sociale da parte dei conservatori degli anni '80, ma anche della disillusione della successiva campagna "Cool Britannia" di Tony Blair, si sarebbero sentiti privi di alternative politiche, e avrebbero manifestato ostilità nei confronti del "politicamente corretto" e di ogni forma di certezza. Dal punto di vista artistico, stanchi del modello teatrale dominante, della narrazione realistica, "dei drammi pedagogici epici degli anni '70 e '80", avrebbero sperimentato nuove forme, cercando idee nelle tradizioni teatrali europee, come Antonin Artaud, Heiner Müller, Howard Barker.

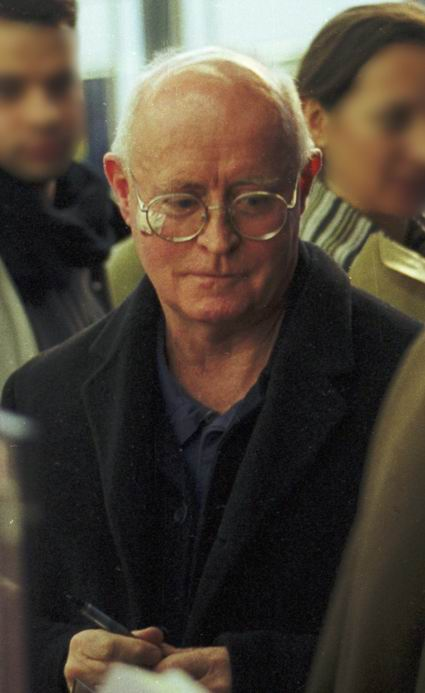
Edward Bond, 2001

Fra questi nuovi drammaturghi che rinnovarono la scena teatrale britannica negli anni '90, Sarah Kane, secondo Urban, sarebbe stata "la sperimentatrice di più vasta portata", perché con le sue opere riuscì a capovolgere la forma del teatro realista allora imperante. Pur con battute, dettagli scenici, movimento ridotto al minimo, come in Cleansed, sarebbe riuscita a creare uno spettacolo in grado di provocare "l'impatto di un pugno nello stomaco". Con Crave e 4:48 Psychosis, in cui affronta i temi dell'amore e del dolore causato dalla sua perdita, l'innovazione si sarebbe spinta alla realizzazione di testi di performance, senza indicazioni di scena; in Psychosis, opera nella quale i personaggi non hanno nome e non è chiaro a chi si rivolgano, quello costruito da Kane è "l'equivalente di un collage testuale".
Anche Graham Saunders nel suo Love Me or Kill Me: Sarah Kane and the extremes (la prima parte del titolo riprende una battuta di Cleansed, a sua volta tratta da 'Tis Pity She's a Whore del drammaturgo britannico John Ford, messa in scena tra il 1629 ed il 1633), individua nel rifiuto delle convenzioni del realismo la caratteristica distintiva della strategia drammatica di Sarah Kane: "i suoi personaggi sfuggono alla verosimiglianza psicologica e non ci permettono di definire con certezza il loro punto di vista morale."
Saunders osserva tuttavia come l'altro focus distintivo, rappresentato dalla violenza, sarebbe da porre in relazione, più che con i giovani drammaturghi "in-yer-face" degli anni '90, con la precedente generazione dei "New Jacobeanists", affermatasi tra la fine degli anni '60 e l'inizio degli anni '70, in special modo con Edward Bond, di cui Kane dichiarò apertamente l'influenza, e, ancora più indietro nel tempo, con la tradizione shakespeariana, con cui l'autrice avrebbe condiviso la genesi e i contenuti delle sue opere.
Secondo l'autore di Love Me or Kill Me, il teatro di Kane sarebbe essenzialmente 'giacomiano' nelle immagini, caratterizzazione e filosofia, "informato e influenzato molto più da vicino dal teatro europeo classico e moderno che dalla “cultura rave". Nel suo necrologio, anche l'amico scrittore Mark Ravenhill avrebbe scritto che "Sarah Kane era una scrittrice contemporanea di sensibilità classica".

### Estetica del trauma
Steve Waters concorda con Saunders nell'indicare una distanza tra la produzione teatrale dei "nuovi giovani arrabbiati" della metà degli anni '90, che a suo parere esprimerebbero un'estetica ancora legata al realismo sociale e una visione tradizionalista della forma, e "le ambizioni e le violazioni formali proposte dal lavoro di Kane".
Lo studioso, nel suo saggio Sarah Kane: From Terror to Trauma, affronta tuttavia un altro aspetto della drammaturgia dell'autrice di Blasted, sostenendo come la sua opera presenti "un'identificazione appassionata, quasi patologica con il dolore e il trauma" e un contemporaneo desiderio di comunicare questa sofferenza attraverso una nuova estetica, basata sul rifiuto del teatro umanista.
Mentre quest'ultimo razionalizza e rende comprensibile la violenza, i personaggi, anche se complessi, sono "esseri ragionevoli, guidati da motivi comprensibili", Blasted e Cleansed di Kane, secondo Waters, andrebbero nella direzione opposta: propongono "un mondo senza spiegazioni", nel quale le ambientazioni possono mutare nel loro contrario, in cui azioni e reazioni sono prive di precedenti, non propongono una storia che aiuti a comprenderle. Il dialogo gira su se stesso, spesso privo di pronomi personali, spersonalizzando le azioni: "il movimento e la rivelazione, così centrali nella drammaturgia umanistica, sono sconfessati" L'orrore diventa routine e la natura della violenza irrecuperabile: per questo motivo, a suo avviso, la sua opera non sarebbe paragonabile ai drammi giacomiani o greci: mentre in essi, come ne La duchessa di Amalfi o in Agamennone, la violenza è funzionale alla "redenzione e catarsi", Kane mette in scena la "banalità del male", le sue opere non cercano di persuadere, si limitano a "presentare".

### Critica femminista
Sarah Kane ha sempre trattato con scetticismo il femminismo, percepito come "ideologico", e preso le distanze da qualsiasi lettura e collocazione delle sue opere all'interno di una riflessione basata su un approccio di genere o su qualsiasi altra categoria sociale o politica: "Non sto scrivendo di politica sessuale. I problemi che sto affrontando sono quelli che abbiamo come esseri umani. [...] Quando le persone parlano di me come scrittore, è quello che sono, ed è così che voglio che il mio lavoro venga giudicato, in base alla sua qualità, non in base alla mia età, genere, classe, sessualità o razza. Non voglio essere un rappresentante di nessun gruppo biologico o sociale di cui mi capita di essere membro."
Robert Lublin ha osservato come Kane presenti ai suoi personaggi femminili "possibilità femministe", solo per poi abbandonarle. Aleks Sierz ha sottolineato come il teatro degli anni novanta, compreso quello di Kane, a differenza del dramma politico e femminista, fosse "libero dall'ideologia": in Blasted, ad esempio, "Ian non è semplicemente un violentatore, né Cate è semplicemente una vittima".
Nel suo studio del 2003 sul teatro femminista britannico, Elaine Aston, rileggendo l'opera di Kane attraverso le teorie di genere di Judith Butler e Hélène Cixous, premette la difficoltà avvertita nell'occuparsi di una drammaturga che ha avuto un complicato rapporto con il femminismo, ha rifiutato l'etichetta di "scrittrice donna" ed è stata annoverata come l'unica "ladette" in un gruppo di maschi promotori dell'estetica In-Yer-Face, fra i quali è stata spesso annoverata come "maschio onorario".
Aston definisce l'attività drammaturgica di Kane "una "critica percettiva" del violento mondo contemporaneo e delle conseguenze dannose che questo ha sulle relazioni di genere (Blasted), le esclusioni (Cleansed) e i desideri (Crave)". Il focus posto sul binarismo di genere e sulle sue gerarchie oppositive, presente in Blasted e proseguito nelle successive opere, avvia secondo Aston un'interrogazione e una sfida del simbolico che sta alla base della cultura e della società patriarcale. In Cleansed, ad esempio, Kane renderebbe visibile, calandola dentro uno scenario di punizioni, la violenza delle categorie sessuali imposte che, "nell'interesse di un'economia di genere eteronormativa", conduce alla punizione dell'omosessualità e rende dannose le stesse relazioni eterosessuali.
Aston sostiene che nel suo lavoro Kane pone un'importanza rilevante alla relazione tra un mondo contemporaneo violento, il genere in generale e una "identità maschile malata" in particolare; le sue opere "trattano e criticano in vari modi la forza dannosa e brutalizzante del maschile, non la celebrano".

### Crisi della mascolinità e rappresentazioni di genere
David Edgar, docente di teatro dell'Università di Birmingham, dove Sarah Kane aveva frequentato un corso dopo la sua laurea, incontrando alcuni degli artisti con cui avrebbe poi condiviso l'esperienza del nuovo teatro, è stato uno dei principali teorizzatore della "mascolinità e del suo malcontento", a cui fa ampio riferimento anche Sierz nel suo studio pionieristico sull'In-yer-face theatre, quale tema portante della nuova drammaturgia degli anni novanta, "quanto le commedie dei primi anni Sessanta affrontavano la classe e quelle degli anni Settanta i fallimenti della democrazia".
L'esplosione della nuova scrittura nella metà degli anni novanta fu caratterizzata, secondo Edgar, da commedie incentrate su relazioni tra ragazzi, o commedie gay, legate alla cultura giovanile, come Beautiful Thing (1993) di Jonathan Harvey, My Night with Reg (1994) di Kevin Elyot, Goldhawk Road di Simon Bent.
I quattro esempi più significativi del rinascimento culturale pubblicizzato sotto il nome di Cool Britannia, sia in termini di popolarità che di controversie suscitate, sono indicati da Edgar in Trainspotting, il libro di Welsh da cui fu tratto il film di Danny Boyle (1996), nelle opere teatrali Blasted (1995) di Sarah Kane, Mojo (1995) di Jez Butterworth e Shopping and Fucking (1996) di Mark Ravenhill, accomunate dall'enfasi posta su sesso, droga e violenza, dall'uso di un linguaggio essenziale, scurrile, da potenti immagini sceniche, e dall'essere opere in cui predominano personaggi maschili o che riflettono la psicologia maschile.

Il tema della "crisi della mascolinità" è stato ritenuto centrale nel teatro della drammaturga inglese anche dal critico Graham Saunders, che riferendosi al teatro di Kane, parla di "mascolinità tossica". Gli uomini rappresentati nelle opere di Kane, egli osserva, sono spesso esempi di nichilismo o soffrono su scala epica, come Ian e Hippolytus, colpiti da tormenti esistenziali e fisici, avvertono la perdita di senso della propria vita e attendono un evento, o la morte, che tarda ad arrivare; essi usano il sesso "come forma di punizione contro le donne o come espressione del profondo senso di disgusto che provano per se stessi", ma nel contempo, sottolinea Saunders, è attraverso una donna, spesso in precedenza svilita, che acquisiscono una possibilità di salvezza o di redenzione. Le interazioni di potere tra uomini e donne rappresentano, secondo lo studioso, un soggetto molto esplorato delle sue opere: "Ian e Cate in Blasted, Phaedra e Hippolytus in Phaedra's Love, Tinker and Grace in Cleansed e le voci non identificate in Crave e 4:48 Psychosis si contendono il potere e l'amore", senza tuttavia sviluppare questo conflitto all'interno di categorie fisse, come quella di vittima/carnefice. Per Kane, aggiunge, queste "relazioni abusive, manipolative e violente", le divisioni di classe, razza, genere, come da lei stessa affermato, "sono sintomatiche di società basate sulla violenza o sulla minaccia della violenza, non la causa".

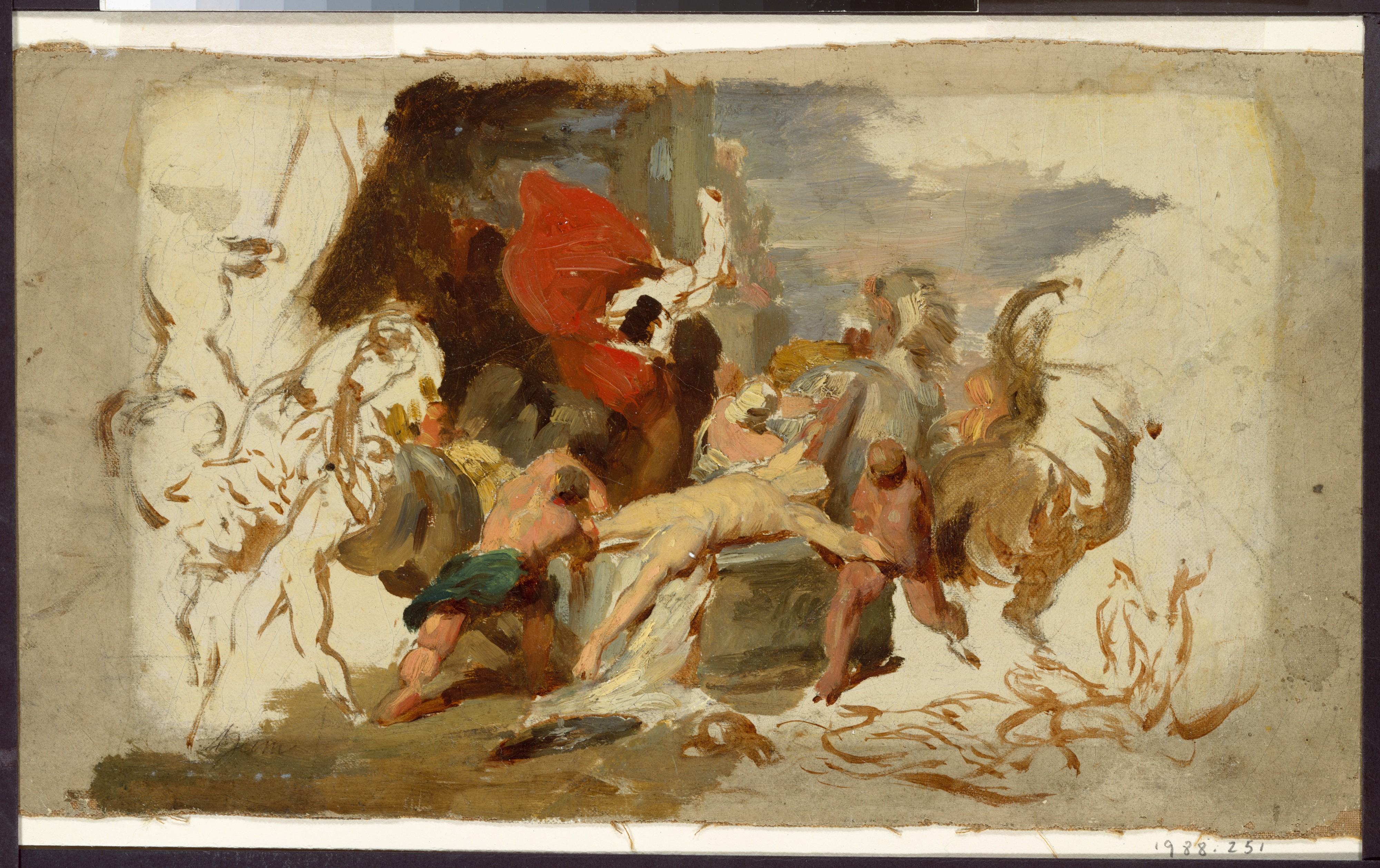
La morte di Ippolito, dipinto di Lawrence Alma-Tadema

Saunders fa notare infine come, a differenza dalla corrente di giovani drammaturghi, i cui personaggi trattano il disastro "con frizzante allegria", Kane facesse nascere dalla sofferenza e dall'abominio un'alternativa, una speranza di salvezza e di rinascita: con i suoi eccessi intendeva scioccarci "per riconquistare la nostra umanità". Il regista James MacDonald, che ne diresse alcune opere, fra cui il debutto di Blasted alla Royal Court, definì Kane straordinaria per aver scritto sulle "possibilità dell'amore", e soprattutto dopo la sua morte, le sue opere sarebbero state ritenute di alta intensità poetica e rilette attraverso il tema dell'amore salvifico.
Una posizione in qualche modo condivisa anche da Aston, che individua come filo conduttore del lavoro di Kane la possibilità ricercata "(per quanto lieve) di trovare l'amore in un mondo senza amore e violento", e dalla stessa drammaturga, che nel rapporto con i suoi personaggi ha lasciato intendere che non fossero un semplice concentrato di aberrazione: avrebbe ad esempio dichiarato che l'onestà assoluta di Ippolito rappresentava per lei un ideale da emulare, e di amare Ian, aggiungendo in un'intervista: "Probabilmente tutti i miei personaggi in qualche modo sono completamente romantici. Penso che il nichilismo sia la forma più estrema di romanticismo. Penso sia dove le commedie vengono fraintese. Penso di essere una romantica completa e assoluta, nella tradizione di Keats e Wilfred Owen".

## La ricezione in Italia
A partire da Blasted, messo in scena per la prima volta al Teatro della Limonaia di Sesto Fiorentino nell'ottobre del 1996, pochi giorni dopo il debutto europeo ad Amburgo, l'opera di Sarah Kane conobbe in Italia una notevole diffusione e venne riprodotta da diverse compagnie teatrali: dal 1996 al 2020 in Italia si contano oltre quaranta produzioni professionistiche di opere di Sarah Kane; la più rappresentata, 4.48 Psychosis, tra il 2001 e il 2019 risulta essere stata messa in scena in oltre trenta allestimenti o adattamenti.
La traduzione dell'opera completa di Kane, curata da Luca Scarlini per i tipi di Einaudi, venne pubblicata nel dicembre 2000, prima di qualsiasi altra edizione europea e della stessa edizione londinese dei Complete Plays dell'editore Methuen, uscita nel 2001. In precedenza, il volume Nuovo teatro inglese, a cura di Barbara Nativi e Luca Scarlini, pubblicato nel 1997 da Ubulibri, fra le cinque opere proposte di autori emergenti, comprendeva anche Dannati di Sarah Kane, ospite al Teatro della Pergola di Firenze durante l'evento di presentazione del libro, e già oggetto di un articolo e di un'intervista apparsa su La Repubblica nell'aprile dello stesso anno.
Nel 2002 il Premio Ubu per la Miglior Novità Straniera venne attribuito alle ultime due opere di Kane, Crave e 4.48 Psychosis, a loro volta ispiratrici di diversi spettacoli teatrali realizzati in quell'anno, segno della rilevanza e notorietà assunta in Italia dalla drammaturga britannica. A conferma di questo interesse, qualche anno dopo venne pubblicata la traduzione dei primi due importanti studi su Sarah Kane prodotti in Gran Bretagna: Love me or kill me: Sarah Kane e il teatro degli estremi di Graham Saunders e In-yer-face theatre: teatro britannico contemporaneo di Aleks Sierz.
Sara Soncini, autrice di uno studio sulla ricezione italiana di 4.48 Psychosis, evidenzia la diversa sensibilità e apertura con cui venne accolta l'opera di Kane in questo paese, dove ottenne da subito attenzione, apprezzamento e riconoscimento della sua vasta e profonda cultura teatrale, rispetto a quanto le riservò la critica in madrepatria, dove la sua opera venne imprigionata a lungo nell'etichetta "pulp" dell' "in-yer-face" e recensita positivamente solo dopo la svolta di Crave, per giungere alla canonizzazione della drammaturga dopo il suo suicidio.

## Teatro[109]
- Blasted (Dannati) - Londra, Royal Court Theatre Upstairs, regia di James Macdonald, gennaio 1995
- Phaedra's Love (L'amore di Fedra) - Londra, Gate Theatre, regia di Sarah Kane, maggio 1996
- Cleansed (Purificati) - Londra, Royal Court Theatre Downstairs, regia di James Macdonald, aprile 1998
- Crave (Febbre) - Edimburgo, Traverse Theatre, regia di Vicky Featherstone, agosto 1998
- 4.48 Psychosis (Psicosi delle 4 e 48) - Londra, Royal Court Jerwood Theatre, regia di James Macdonald, giugno 2000

### Libri
- Blasted (Dannati). È stato pubblicato per la prima volta a Londra nel 1995 per i tipi di Methuen, in un'antologia intitolata Frontline Intelligence 2: New Plays for the Nineties, che comprende, oltre a Blasted, Foreign Lands di Karen Hope, Hurricane Roses by David Spencer, The Life Of The World To Come by Rod Williams
  -  Sarah Kane, Dannati, in Barbara Nativi (a cura di), Intercity 2, traduzione di Renata Palminiello, Sesto Fiorentino, Festival Intercity, Teatro della Limonaia, 1996,  pp. 129-139.
  -  Sarah Kane, Blasted (Dannati), a cura di Barbara Nativi e Luca Scarlini, Contiene anche: Shopping & fucking di Mark Ravenhill; Mojo di Jez Butterwoth; Attentati alla vita di lei di Martin Crimp; Il killer Disney di Philip Ridley, Milano, Ubulibri, 1997, ISBN 88-7748-196-X.
  - Sarah Kane, Dannati, in Luca Scarlini (a cura di), Tutto il teatro, Torino, Einaudi, 2000, pp. 3–56, ISBN 9788806153922
- Phaedra's Love (L'amore di Fedra). La prima edizione, del 1996, è stata pubblicata da Methuen congiuntamente a Blasted, con il titolo Blasted & Phaedra's Love[110]
  - Sarah Kane, L'amore di Fedra, traduzione di Barbara Nativi, in Luca Scarlini (a cura di), Tutto il teatro, Torino, Einaudi, 2000, pp. 57–91, ISBN 9788806153922
- (EN) Sarah Kane, Cleansed, London, Methuen, 2006, OCLC 740406087.
  - Sarah Kane, Purificati, traduzione di Barbara Nativi, in Luca Scarlini (a cura di), Tutto il teatro, Torino, Einaudi, 2000, pp. 93–139, ISBN 9788806153922
- (EN) Sarah Kane, Crave, London, Methuen, 1998, OCLC 40349895.
  - Sarah Kane, Febbre, traduzione di Barbara Nativi, in Luca Scarlini (a cura di), Tutto il teatro, Torino, Einaudi, 2000, pp. 141–179, ISBN 9788806153922
- (EN) Sarah Kane, 4.48 Psychosis, London, Bloomsbury, 2015, OCLC 1057667217.
  - Sarah Kane, Psicosi delle 4 e 48, traduzione di Barbara Nativi, in Luca Scarlini (a cura di), Tutto il teatro, Torino, Einaudi, 2000, pp. 181–220, ISBN 9788806153922
- (EN) Sarah Kane, Complete Plays: Blasted, Phaedra's Love, Cleansed, Crave, 4:48 Psychosis, Skin, introduzione di David Greig, London, Methuen Publishing, 2000, OCLC 656763029.
  -  Sarah Kane, Tutto il teatro, a cura di Luca Scarlini, traduzione di Barbara Nativi, Torino, Einaudi, 2000, ISBN 978-88-06-15392-2.

## Filmografia

### Sceneggiatrice
- Skin, regia di Vincent O'Connell - cortometraggio (1995)